# シーメリ・クリーキ
シーメリ・クリーキ（イタリア語: Simeri Crichi）は、イタリア共和国カラブリア州カタンザーロ県にある、人口約4,700人の基礎自治体（コムーネ）。

## 地理

### 位置・広がり

#### 隣接コムーネ
隣接するコムーネは以下の通り。
- カタンザーロ
- セッリーア
- セッリーア・マリーナ
- ソヴェリーア・シーメリ

## 行政

### 分離集落
シーメリ・クリーキには、以下の分離集落（フラツィオーネ）がある。
- Simeri, Homomorto, Marincoli, Porto d'Orra, Roccani, Apostolello